# Чкаловка (Армения)
Чкаловка — село в общине Севан Гегаркуникской области Армении.

## История
Ранее входил в состав Ново-Баязетского района Ереванской губернии под названием Александровка . Названо Чкаловкой в 1946 году в память о выдающемся лётчике В. Чкалове. Основан русскими из Поволжья, Сартовской и Тамбовской губерний в 1-й половине XIX века и до 1926 года было заселёно русскими. 12.04.1995 вошло в состав Гегаркуникской области.

## Население
Изменение численности населения Чкаловки.
| Год  | Численность | Численность |
| ---- | ----------- | ----------- |
| 1831 | 45          | [ 3 ]       |
| 1897 | 204         | [ 3 ]       |
| 1926 | 377         | [ 3 ]       |
| 1939 | 491         | [ 3 ]       |
| 1959 | 491         | [ 3 ]       |
| 1970 | 479         | [ 3 ]       |
| 1979 | 424         | [ 3 ]       |
| 1989 | 455         | [ 3 ]       |
| 2001 | 503         | [ 3 ]       |
| 2011 | 516         | [ 1 ]       |